# الروضة (الجوبة)

تعديل مصدري - تعديل

الروضة هي إحدى قرى عزلة نجا بمديرية الجوبة التابعة لمحافظة مأرب، بلغ تعداد سكانها 662 نسمة حسب تعداد اليمن لعام 2004.